# Myslym Peza
Myslym (Myslim) Peza (ur. 1 maja 1897 w Pezë e Madhe, zm. 7 lutego 1984 w Tiranie) – albański polityk i żołnierz Armii Narodowo-Wyzwoleńczej, Bohater Ludu. W raporcie CIA z 1952 roku Peza został wymieniony jako jugosłowiański informator.

## Życiorys
W latach 30. przebywał na emigracji w Jugosławii. W 1939 roku wrócił do okupowanej już przez Włochy Albanii, gdzie rozpoczął działalność antyfaszystowską; otrzymywał wsparcie finansowe od władz jugosłowiańskich za pośrednictwem Haxhiego Lleshiego. Pełnił funkcję wiceprzewodniczącego Zgromadzenia Albanii w latach 1946-1982.

## Życie prywatne
Pierwszą żoną Myslyma Pezy była Włoszka, z którą się rozwiódł. Następnie poślubił kobietę o imieniu Xhemilja, z którą miał dwoje dzieci: córkę Adę i syna Dashamira.